# (37848) 1998 DB14
1998 DB14 (asteroide 37848) é um asteroide da cintura principal. Possui uma excentricidade de 0.13487440 e uma inclinação de 12.96646º.
Este asteroide foi descoberto no dia 27 de fevereiro de 1998 por ODAS em Caussols.